# Concert chez Harry
Albums de Nino Ferrer
La Vie chez les automobiles
(1994)
Concert chez Harry  est le dix huitième  album et second album live de Nino Ferrer, paru en 1995. Il a été enregistré live en studio les 13 et 14 juin 1995 en présence d'amies et d'amis de l'artiste en guise de public. Le titre de l'album est issu du nom du studio, studio Harryson, où il a été enregistré.   
Il s'agit du dernier album de l'artiste. Cet album est sorti sous le label Sun Records,.  
La pochette de cet album est illustrée par Hugo Pratt. Il s'agit du capitaine Nino, personnage apparaissant dans un album de Corto Maltese librement inspiré de Nino Ferrer. 

## Liste des titres[4]
| 1.    | Introduction 95               | Nino Ferrer, Dante Alighieri     | 1:16 |
| 2.    | La maison prêt de la fontaine | Nino Ferrer                      | 3:03 |
| 3.    | La rua madureira              | Nino Ferrer                      | 4:14 |
| 4.    | L'angleterre                  | Nino Ferrer, Giorgio Giombolini  | 3:34 |
| 5.    | La danse de la pluie          | Nino Ferrer                      | 5:02 |
| 6.    | Les cornichons                | Nino Ferrer                      | 3:35 |
| 7.    | L'an 2000                     | Nino Ferrer, Giorgio Giombolini  | 5:30 |
| 8.    | Scopa                         | Nino Ferrer                      | 3:35 |
| 9.    | Notre chère Russie            | Nino Ferrer                      | 4:24 |
| 10.   | L'Arbre noir                  | Nino Ferrer                      | 4:31 |
| 11.   | Trapèze volant                | Nino Ferrer                      | 3:34 |
| 12.   | Le téléfon                    | Nino Ferrer                      | 2:44 |
| 13.   | Mirza                         | Nino Ferrer                      | 4:48 |
| 14.   | Un homme à l'espace           | Nino Ferrer                      | 4:14 |
| 15.   | Blues en fin du monde         | Nino Ferrer                      | 3:40 |
| 16.   | Le sud                        | Nino Ferrer                      | 5:02 |
| 17.   | Homlet                        | Nino Ferrer, William Shakespeare | 6:17 |
| 18.   | L'innocence - bonus           | Nino Ferrer                      | 4:07 |
| 73:10 |                               |                                  |      |

## Crédits[2]
- Nino Ferrer : chant, guitare
- Brian Johnston : claviers
- Ronnie Thomas : basse
- Keith Boyce : batterie
- Mickey Finn : guitare électrique
- Diane Véret : synthé et percussions
- Anne Cammas, Isabelle le Mauf, Valérie Belhassem, Coco Mbassi et Valérie Belinga : chœurs